# Wróbel (zwyczajny)
Wróbel zwyczajny, wróbel domowy (Passer domesticus) – gatunek małego ptaka osiadłego z rodziny wróbli (Passeridae), zamieszkującego Europę, Azję i północną Afrykę. Pierwotnie ptak półpustyń i stepów, pochodzi prawdopodobnie z Półwyspu Arabskiego i Azji Mniejszej. Skolonizował ludzkie osiedla wraz z rozwojem rolnictwa, prawdopodobnie przed kilkoma tysiącami lat. Występuje wszędzie tam, gdzie mieszka człowiek. Introdukowany (celowo lub przypadkiem) w Ameryce Północnej, Ameryce Południowej, Australazji i południowej Afryce.
W XIX i XX wieku należał do najpowszechniej występujących gatunków na terenach Polski, przenikając do języka potocznego i kultury ludowej we wszystkich regionach. W roku 1984, kiedy ochroną gatunkową objęto prawie wszystkie ptaki wróblowe, dla wróbla wyznaczono jedynie wiosenny okres ochronny. W latach dziewięćdziesiątych zaobserwowano spadek liczebności wróbla. W roku 1995 wróbel został objęty ścisłą ochroną gatunkową. Nadal jest to bardzo liczny ptak lęgowy, jednak wbrew powszechnemu mniemaniu nie jest najliczniej występującym ptakiem lęgowym w Polsce. Według szacunków Monitoringu Pospolitych Ptaków Lęgowych, w latach 2013–2018 krajowa populacja wróbla liczyła 6 264 000 – 6 856 000 par lęgowych, co dawało mu trzecie miejsce po skowronku i ziębie.

## Taksonomia
Po raz pierwszy gatunek opisał Karol Linneusz w 1758 na podstawie holotypu ze Szwecji. Autor nadał mu nazwę Fringilla domestica. Obecnie (2021) Międzynarodowy Komitet Ornitologiczny (IOC) umieszcza wróbla w rodzaju Passer. Wróble domowe prawdopodobnie wyewoluowały z populacji wróbli zamkniętej na obszarze Bliskiego Wschodu w trakcie ostatniego zlodowacenia (15–25 tys. lat temu). Tworzą nadgatunek z wróblami apenińskim (P. italiae) i śródziemnomorskim (P. hispaniolensis), niektórzy autorzy uznają je za jeden gatunek. Wróble domowe hybrydyzują się z apenińskimi w północnych Włoszech, a ze śródziemnomorskimi na Bałkanach. Najprawdopodobniej w Somalii i Etiopii krzyżują się z wróblami rudogłowymi (P. castanopterus). Odnotowywano także hybrydy z mazurkami (P. montanus). IOC wyróżnia 12 podgatunków wróbla domowego. Autorzy Handbook of the Birds of the World również akceptują 12 podgatunków.

## Podgatunki i zasięg występowania
Wyróżniono kilkanaście podgatunków P. domesticus:
- wróbel (zwyczajny)[4] (P. domesticus domesticus) – zachodnia i północna Europa przez północną Azję do północno-wschodniej Syberii i północnej Japonii, introdukowany w Ameryce, Afryce Południowej i Australii.
- P. domesticus balearoibericus – południowa Europa (z wyjątkiem Włoch) do środkowej Turcji.
- P. domesticus biblicus – Cypr, północny Izrael i północno-zachodnia Jordania do zachodniej Syrii i południowo-wschodnia Turcja do północno-zachodniego Iranu.
- P. domesticus hyrcanus – południowo-wschodni Azerbejdżan i północny Iran.
- P. domesticus persicus – środkowy Iran do zachodniego i południowego Afganistanu.
- wróbel indyjski[4] (P. domesticus indicus) – południowy Izrael i południowa Palestyna przez Arabię i na wschód do Indii oraz środkowa Azja Południowo-Wschodnia.
- P. domesticus bactrianus – zachodni Turkmenistan i północno-wschodni Iran do zachodnich Chin oraz północno-zachodni Pakistan.
- P. domesticus parkini – północno-zachodnie i środkowe Himalaje.
- P. domesticus hufufae – północno-wschodnia Arabia.
- P. domesticus tingitanus – północno-zachodnia Afryka.
- P. domesticus niloticus – Egipt.
- P. domesticus rufidorsalis – Sudan i Erytrea.

Wróble introdukowano również w większość zamieszkanych przez człowieka obszarów świata, w tym do obu Ameryk i Australazji. W większości przypadków były to ptaki podgatunku nominatywnego, do Południowej Afryki wprowadzono przedstawicieli P. d. indicus.

## Morfologia
Krępy, o stosunkowo dużej głowie i mocnym dziobie. U samca wierzch ciała brązowy z ciemniejszymi paskami, spód szary. Policzki szare, a kark i obszar za okiem ciemnobrązowy. Wierzch głowy szary. Na gardle czarny śliniak. Na policzku, w odróżnieniu od mazurka (P. montanus), brak czarnej plamki, a na skrzydle tylko jedna biała pręga. Dziób w okresie lęgowym czarny, a poza nim jaśniejszy. Nogi brązowe lub różowe. Samice o szarobrązowym upierzeniu, na grzbiecie paskowanym, bez wyraźnych cech charakterystycznych. Nad okiem nie zawsze wyraźna jaśniejsza brew. Nogi różowe, dziób szary. Młode podobne do samic.

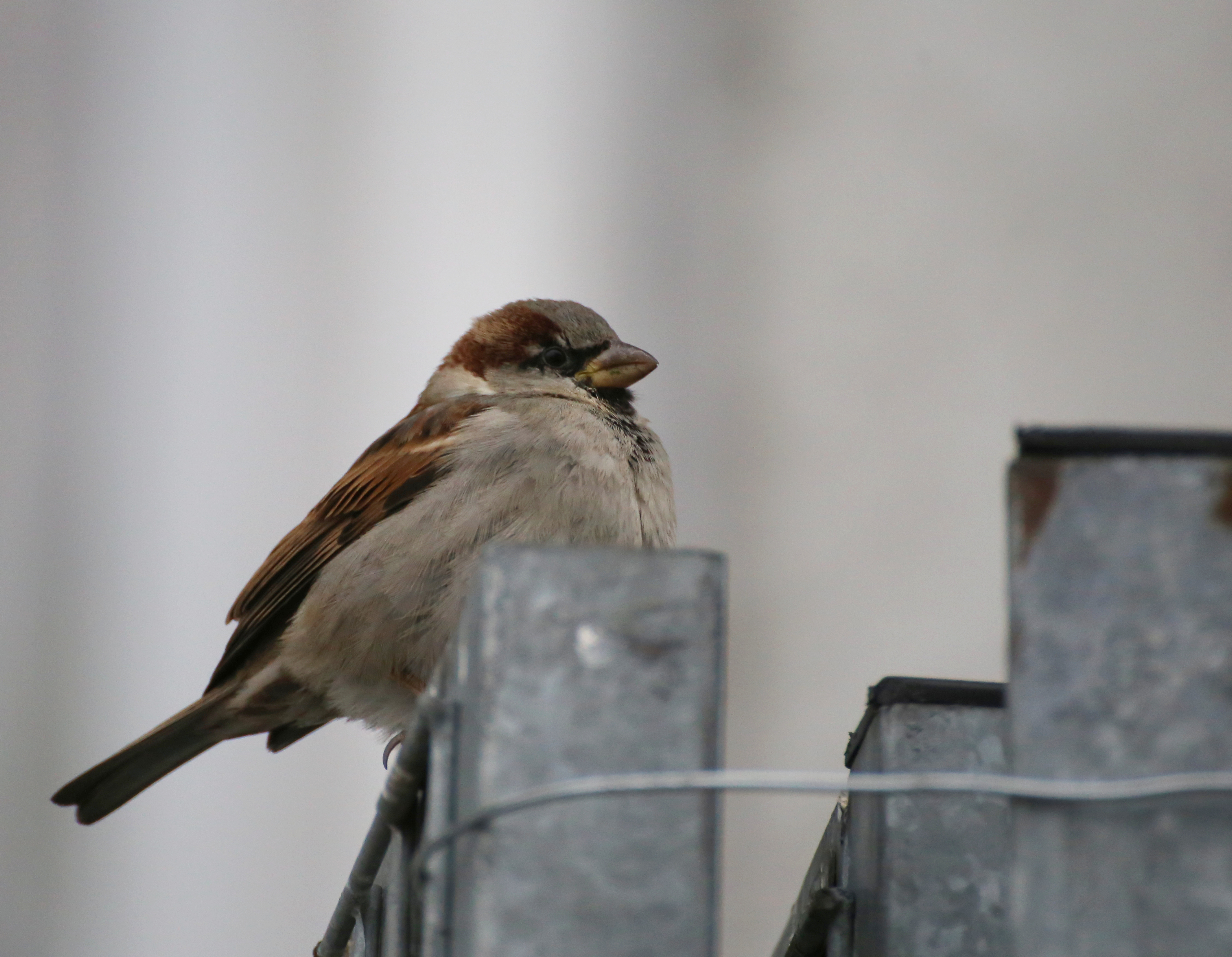
Samiec w szacie zimowej. W odróżnieniu od szaty letniej, ma nieco mniej kontrastowe ubarwienie, jaśniejszy dziób i mniej czerni na gardle.

Długość ciała ok. 16–18 cm. Długość czaszki: 29–31 mm, w tym dzioba: 14–15 mm. Rozpiętość skrzydeł 21–21,5 cm. Masa ciała ok. 20–39 g. Pierzenie dorosłych trwa od środka lipca do środka października. 

### Gatunki podobne
Wróbel apeniński, przez niektórych uznawany za podgatunek wróbla, ma kasztanowatobrązowe ciemię, podczas gdy wróbel ma je szare. Wróbel południowy ma więcej barwy czarnej. Mazurek jest nieco mniejszy, ma kasztanowaty cały wierzch głowy i ciemną plamę na białych policzkach.

## Tryb życia i zachowanie
Dobrze zaadaptowały się do siedlisk ludzkich, niektóre ptaki nigdy nie mają kontaktu z elementami naturalnego środowiska z wyjątkiem parków i ogrodów. Obserwowano nawet wróbla żywiącego się nocą na 80. piętrze Empire State Building. Często wróble domowe odwiedzają fabryki i magazyny celem szukania pokarmu. Zdają się nie występować tylko w lasach równikowych, w tundrze i na pustyniach. W cieplejszych obszarach, jak basen Morza Śródziemnego, wróble domowe z powodzeniem żyją poza siedliskami ludzkimi. Odnotowywane były od poziomu morza do około 4500 m n.p.m. Są to ptaki towarzyskie, zwykle żyją w niewielkich lub w luźnych koloniach. Wabienie słyszalne przez cały rok.
Pożywienie stanowią głównie nasiona, również z pól uprawnych, w tym prosa, ryżu, sorgo, faworyzuje owies i pszenicę. Wróble domowe zjadają również różne nasiona dzikich roślin – szczawiu, gwiazdnicy, ziół, traw. Żywią się również odpowiednimi odpadkami z domostw. Wiosną w skład diety wchodzą również pączki roślinne i kiełkujące liście. Żerują zarówno na ziemi, jak i w roślinności. Jedzą również owady. Pisklęta również otrzymują owady, do tego ich larwy, mszyce, ryjkowce, prostoskrzydłe i gąsienice.
Lot szybki, prosty lub falisty. Po ziemi wróble skaczą. Samce podczas śpiewu siedzą lub skaczą z opuszczonymi częściowo skrzydłami.
W Europie na wolności wróble osiągają wiek 20 lat, w USA – 15. Najdłuższy odnotowany wiek życia to 23 lata, dotyczy jednak ptaka w niewoli.

### Lęgi

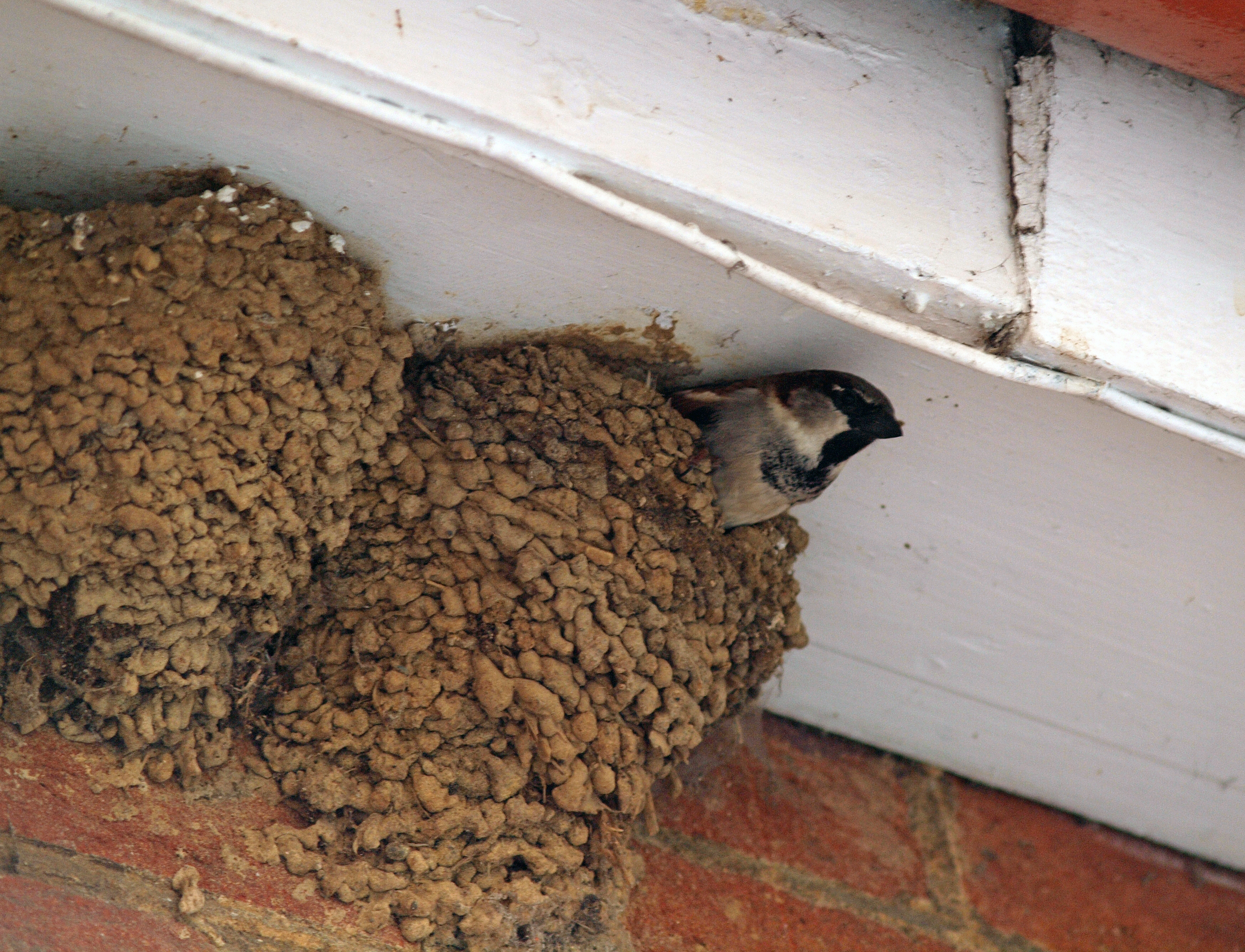
Ten wróbel wykorzystał stare gniazdo oknówki jako swoje

Okres lęgowy trwa od lutego do września, różni się w zależności od szerokości geograficznej, w Europie to najczęściej od kwietnia do sierpnia, z wyprowadzeniem do pięciu lęgów. Zakłócić porę lęgów mogą wysokie temperatury i monsuny. W jednym sezonie wróble domowe wyprowadzają do 3 lęgów. Ptaki te są monogamiczne, związki mogą trwać kilka sezonów.
Gniazda ulokowane są w szczelinach budynków, pod dachówkami, za rynnami lub w odpowiednich budkach lęgowych (ze średnicą otworu co najmniej 35 mm). Wróble często stają się „sublokatorami” większych ptaków, lokując swoje gniazda w ścianach gniazd bocianów, czapli, a nawet ptaków drapieżnych: bielików, rybołowów czy kani czarnej. Zajmują też czasem gniazda jaskółek: oknówek, a nawet brzegówek. Budowane gniazda mają formę podobną do kuli z bocznym wejściem; budulec stanowią słoma, trawa, perz i fragmenty materiału, sznurka lub papieru. Wyściółkę tworzą pióra.

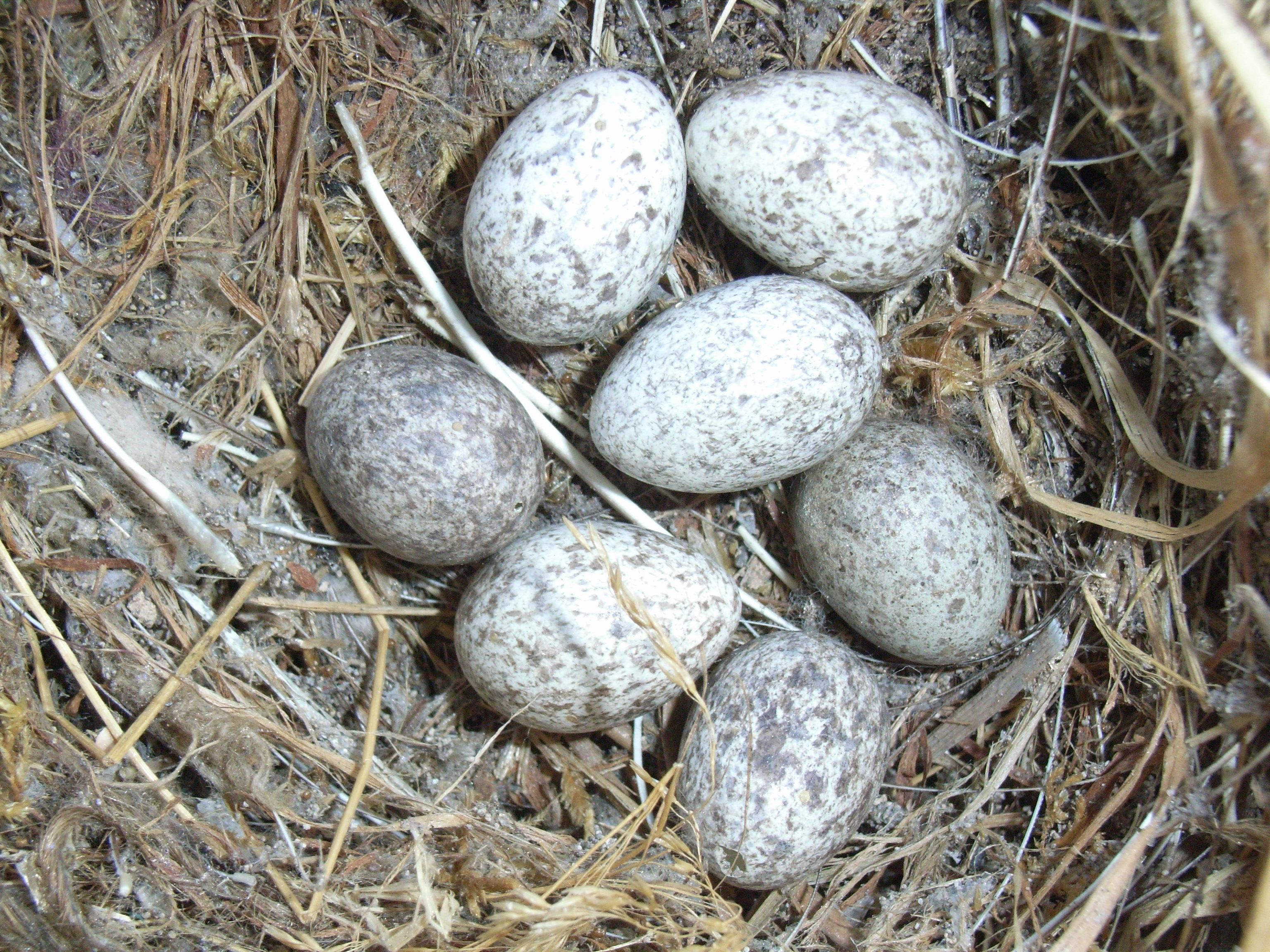
Jaja w gnieździe

Optymalną liczbą jaj w zniesieniu jest 6 lub 7. Przeciętna liczba jaj różni się w zależności od kraju: 2–7 w Iraku, 3–7 w Izraelu, 4 w Anglii. W jednym badaniu dotyczącym ptaków z Turcji autorzy stwierdzili zniesienia liczące od 1 do 11 jaj, przy czym lęg z 1 jajem był porzucany; najpospoliciej występowało w lęgu 5 lub 6 jaj. Zmierzono wówczas 1941 jaj; długość ich wyniosła średnio 21,16 mm, szerokość – 14,99 mm. Jaja o różnej barwie, przeważnie zielonkawe i gęsto plamkowane na szaro lub brązowo. Według wyników badań prowadzonych na obrzeżach Kampinoskiego Parku Narodowego, pierwsze i ostatnie jajo w zniesieniu jest najmniejsze, największe zaś trzecie i czwarte. Ostatnie jajo zwykle jest niezapłodnione i zdaje się być odbarwione. Stanowić to może zabezpieczenie przed drapieżnikami, które chcąc splądrować lęg porwą najpewniej najbardziej wyróżniające się jajo, które będzie akurat tym bezwartościowym. Inkubacja trwa 13–14 dni. Przez kolejne 14–17 dni życia pisklęta pozostają w gnieździe. Potem jeszcze przez 10 dni do blisko 2 tygodni karmione są przez oboje rodziców.

## Status
IUCN uznaje wróbla domowego za gatunek najmniejszej troski (LC, Least Concern). W 2004 szacowano liczebność światowej populacji na ponad 540 milionów osobników, jednak faktyczna liczebność może być jeszcze wyższa – na podstawie danych organizacji BirdLife International dla Europy z 2015 wstępnie oszacowano światową liczebność na 896 000 000 – 1 310 000 000 dorosłych osobników. BirdLife International uznaje trend populacji za spadkowy.
Na terenie Polski gatunek ten jest objęty ścisłą ochroną gatunkową, wymaga ochrony czynnej. Na Czerwonej liście ptaków Polski został sklasyfikowany jako gatunek najmniejszej troski (LC).

### Spadek liczebności
W Europie populacja wróbli zmniejsza się, np. w Wielkiej Brytanii i Holandii od lat 80. XX w. spadła niemal dwukrotnie i gatunek jest tam uznawany za zagrożony. Cząstkowe badania prowadzone przez Ogólnopolskie Towarzystwo Ochrony Ptaków w ramach akcji Monitoringu Pospolitych Ptaków Lęgowych wskazują, że na przestrzeni siedmiu lat (od 2000 do 2006) liczebność polskiej populacji wróbli mogła spaść w Polsce o około 14%, jednak późniejsze dane wskazują na lekki trend wzrostowy – o około 8% w okresie 2007–2018. Rozpoczęty w 2021 przez Polską Akademię Nauk Monitoring Pospolitych Ptaków Miast wykazał w 2023 spadek obserwowanej populacji wróbli w miastach powyżej 100 tys. mieszkańców o 13–14%. W Wielkiej Brytanii populacja wróbli zaczęła się zmniejszać w okolicach roku 1979, po zredukowaniu się o około 60% ustabilizowała się w latach 90. XX wieku. W północno-wschodniej Europie spadek rozpoczął się w latach 90. XX wieku. W Holandii w 2004 wróbel figurował na czerwonej liście. Zmniejszanie się populacji dotyczy nie tylko wróbli domowych, ale i innych wróbli zaadaptowanych do środowisk ludzkich: mazurka (P. montanus) oraz wróbla apenińskiego (P. italiae).
Nie wiadomo, co dokładnie jest przyczyną zmniejszania liczebności; najprawdopodobniej wchodzi w grę splot kilku czynników, wśród których wymienia się:
- spadek liczebności owadów, stanowiących pokarm dla piskląt, wskutek upowszechnienia się pestycydów[25]; w Leicester odnotowano pisklęta umierające z głodu w kompletnych lęgach[26];
- spadek ilości łatwo dostępnego dla ptaków owsa w wyniku rewolucji motoryzacyjnej i zniknięcia z ulic pojazdów zaprzęgowych, z reguły zaopatrzonych w karmę dla konia[23];
- spadek ilości łatwo dostępnego dla wróbli ziarna ze względu na polepszenie warunków jego przechowywania i utrudnienie dostępu wróblom[25];
- spadek ilości dostępnych do żerowania nasion wskutek częstego koszenia miejskich trawników czy skwerów[24];
- ograniczanie liczby miejsc lęgowych przez termomodernizację budynków[27][24];
- zanieczyszczenie dwutlenkiem azotu w miastach, powodujące zmniejszenie masy ciała u piskląt i tym samym spadek ich przeżywalności[25];
- drapieżnictwo ze strony kotów domowych i krogulców (Accipiter nisus)[25], a w dużych miastach także krukowatych (Corvidae)[24];
- wycinanie gęstych krzewów służących ptakom za miejsce odpoczynku i schronienia przed drapieżnikami[24];
- nieprzystosowanie do chłodnego i wilgotnego klimatu Europy północnej (duża śmiertelność w czasie zim oraz deszczowego i chłodnego lata);
- prawdopodobnie zanieczyszczenie promieniowaniem elektromagnetycznym w możliwym połączeniu z innymi czynnikami[28].

Wróble, przy czym dotyczy to przede wszystkim mazurków, które na Dalekim Wschodzie są wikariantami wróbli, były zwalczane w ramach tzw. kampanii walki z czterema plagami w 1958 roku. W wyniku tej akcji, podczas której wszystkie napotkane ptaki nieustannie płoszono, tak że po kilkudziesięciominutowym przebywaniu w powietrzu spadały na ziemię martwe z wycieńczenia (wróbel w normalnych warunkach nie lata nigdy dłużej niż kilka minut, zazwyczaj po krótkim locie przysiada), w ciągu kilku dni wytępiono prawie wszystkie wróble w Chinach. Skutki tych działań Chiny odczuły rok później z powodu plagi szarańczy. Jej larwy, pozbawione naturalnego wroga, rozpleniły się i wyjadły plony. W kraju zapanowała trzyletnia klęska głodu (1959–61), w wyniku której – jak się szacuje – zmarło 30 mln ludzi, głównie na chińskiej wsi, a jedną z jej przyczyn była walka z wróblami.

## Filatelistyka
Poczta Polska wyemitowała 27 kwietnia 2022 r. znaczek pocztowy przedstawiający wróbla, o nominale 3,60 zł, w serii Ptaki polskich parków. Wydrukowano 120 000 sztuk, techniką offsetową, na papierze fluorescencyjnym. Autorem projektu znaczka był Paweł Myszka.